# George Springer (Mathematiker)
George Springer (* 3. September 1924 in Cleveland (Ohio); † 18. Februar 2019) war ein US-amerikanischer Mathematiker und Informatiker.

## Werdegang
Springer studierte an der Case Western Reserve University (damals Case Institute of Technology) mit dem Bachelor-Abschluss 1945 und der Brown University mit dem Master-Abschluss 1946. Er wurde 1949 bei Lars Ahlfors an der Harvard University promoviert (The Coefficient Problem for Univalent Mappings of the Exterior of the Unit Circle). 1949 bis 1951 war er Moore-Instructor am Massachusetts Institute of Technology. 1951 bis 1954 war er Assistant Professor an der Northwestern University und 1954/55 als Fulbright Lecturer und Gastprofessor an der Universität Münster bei Heinrich Behnke. Ab 1955 war er Associate Professor und später Professor an der University of Kansas. 1961/62 war er Fulbright Lecturer und Gastprofessor an der Universität Würzburg und 1961 Gastprofessor in Sao Paulo.
Ab 1964 war er Professor für Mathematik und ab 1987 für Informatik an der Indiana University in Bloomington. 1967 bis 1981 stand er dort der Mathematik-Fakultät vor und war 1973 bis 1980 stellvertretender Dekan der Universität (Associate Dean für Forschung und Entwicklung) und 1980 bis 1982 geschäftsführender Dekan (Acting Dean) für Forschung und Graduierten-Entwicklung.
1971/72 war er Gastprofessor am Imperial College London.
Er begann als Funktionentheoretiker (für eine und mehrere komplexe Variable) und schrieb ein Lehrbuch über Riemannsche Flächen. Später wandte er sich der Informatik zu, wo er sich mit Programmiersprachen beschäftigte.

## Schriften
- Einführung in die Topologie, Münster, Aschendorff 1955
- Introduction to Riemann Surfaces, Addison-Wesley 1957, 2. Auflage, Chelsea 1981, 3. Auflage, American Mathematical Society, 2001
- mit Daniel P. Friedman: Scheme and the Art of Programming, MIT Press 1989, 4. Auflage 1994